# 安東 (柬埔寨)
安東（發音：[ʔɑŋ ɗuəŋ]，Ang Duong，1796年7月3日—1860年5月19日）柬埔寨王國國王，1841年至1860年在位。越南史籍稱其為匿螉、詫螉。

## 生平

### 早年经历
翁敦是柬埔寨國王翁印安英（Ong Eng）的第四子，母亲名为匿突（Nak Mnang Ros）。翁敦有三位兄长，长兄即国王匿翁禛（Nak-ong Chan）、次兄为匿翁沙源（Nak-ong Sngon）、同母兄名匿翁俺（Nak-ong Em）。1812年暹罗军队袭击柬埔寨，翁敦跟随其匿翁沙源、匿翁俺叛投暹罗。此后翁敦在暹羅的曼谷生活長達27年之久。在曼谷，翁敦寫詩，致力於創作高棉語文學作品及歷史著作。他曾將柬埔寨民間故事翻譯成泰文，獻給暹羅王子蒙固（後來的拉瑪四世）作為生日禮物。1834年，被暹羅任命為蒙哥博雷的總督。

### 成为柬埔寨国王
1840年，越南吞并柬埔寨，以其地设置镇西城，并将女王安眉等王室成员迁移到嘉定省城。越南不尊重高棉人的風俗習慣，強迫高棉人改風易俗，引起高棉人的不滿。安眉被綁架徹底激怒了柬埔寨人，柬埔寨全國都爆發反抗越南統治的起義。趁此機會，暹羅立安東為柬埔寨王，派兵進入柬埔寨。安東獲得了柬埔寨人的支持。经过长达7年的战斗，越南最終與暹羅達成協議。越南承認柬埔寨獨立，歸還了柬埔寨的傳國神器，並與暹羅軍隊同時撤離柬埔寨。1848年3月7日，安東在烏棟舉行正式的加冕典禮，由暹羅和柬埔寨的婆羅門施以塗油禮。
安東在位時期被認為是柬埔寨的文化復興時期。這段時間裡大致保持著和平，雖然暹羅的政治顧問和軍隊仍然存在於烏棟，但安東仍能相對自由地作出政治決策。在位期間，推動制定全面改革的法律法典。文化方面，他致力於復興上座部佛教，拆毀了越南人在柬埔寨建立的各種軍事堡壘，用來重建寺院。他還復興了瀕於消亡的宮廷舞，使柬埔寨古典宮廷舞再次得到了發展，並積極發展柬埔寨的各種傳統文化。此外，他還是一名富有成就的詩人。外交方面，他視越南人為柬埔寨傳統的敵人。而恢復獨立的柬埔寨面臨著暹羅和越南兩方面的壓力，安東決定尋求西方人的幫助。他向英國海峽殖民地的新加坡派遣使者請求援助。後來，他又向法國皇帝拿破崙三世寫信，希望尋求法國的保護，為後來柬埔寨保護國的成立埋下了伏筆。
安东共娶了38个妻子，生下11子7女，其中包括最著名的三个儿子诺罗敦、西索瓦、西沃达。1860年，安东去世，其子诺罗敦、西索瓦相继登上王位。
与安英和西哈努克一样，安东是自柬埔寨黑暗時期以來幾位少數廣泛受到柬埔寨人尊敬的國王之一。他是今日诺罗敦王室和西索瓦王室兩大王室的共同祖先，安東之後即位的歷代柬埔寨国王皆為安東的后代。